# Kukusjka
Kukúsjka (ryska: Куку́шка) är en film av Alexander Rogozjkin från 2002.
2004 tilldelades filmen Ryska federationens statspris.
Filmens titel har två betydelser. Куку́шка kukusjka betyder "gök" och är å ena sidan något finska krypskyttar kallades för (vilket en av huvudkaraktärerna är), med också det huvudpersonen heter översatt från samiska.
Filmens musik skapades med ljud från samiska folkinstrument.

## Handling
September 1944. Den retirerande tyska enheten kedjar Veikko, en före detta student, nu soldat i den finska armén, vid en sten. Han lämnas med mat och vatten för flera dagar och ett Mauser 98k prickskyttegevär. För att han inte skulle kunna kapitulera kläddes finländaren i en SS-uniform – nu är han praktiskt taget dömd till döden... Samtidigt eskorteras Ivan, en angiven kapten i Röda armén, till en förhörsplats inte långt från den kedjade Veikko. Hans eskorter dör under ett bombardemang och själv får han en granatchock. Sedan hittas Ivan av samen Anni och som släpar hem honom till sig.
Samtidigt tänder Veikko upp en eld med sina glasögonglas. Upprepade gånger eldar han över en kil som kedjar fast honom i berget och häller kallt vatten över den. Bit för bit krossar han stenen och befriar sig. På jakt efter en plats där han kan ta bort kedjan kommer han till Annis bostad.
Ivan, Veikko och Anni talar alla olika språk: ryska, finska och nordsamiska, även tyska kan höras i början av filmen. Ivan kan inte förstå att Veikko inte är från SS, inte är en "fascist" eller att kriget är över. Han försöker flera gånger döda finnen, men på grund av sin granatchock misslyckas han. Veikko och Anni tror i sin tur att Ivan heter "Pšolty" (en förvrängning av frasen Пошёл ты! "Fy fan!", som Ivan besvarade Veikkos begäran att uppge sitt namn).
Tyskarna skjuter ner ett sovjetiskt plan som släppte tvåspråkiga flygblad som meddelade att Finland hade dragit sig ur kriget. Ivan och Veikko anländer till olycksplatsen och Ivan hittar en revolver i den döde pilotens hand. Veikko får reda på att de inte längre behöver slåss och räcker efter sitt gevär för att kasta bort det. Då tar Ivan tillfället i akt och skjuter Veikko. Efter att ha läst broschyren inser Ivan att finländaren inte var hans fiende, och att han försökte förklara detta för honom hela tiden. Anni, med hjälp av sina shamanfärdigheter, drar bokstavligen bort Veikko från dödsvärlden. Senare, när vintern börjar, beger de sig båda hemåt.
I filmens sista scen återger Anni dessa händelser för sina två unga söner, döpta efter sina fäder: Veikko och Pšolty.

## Rollista
| Skådespelare         | Roll                          |
| -------------------- | ----------------------------- |
| Anni-Kristiina Juuso | samen Anni                    |
| Ville Haapasalo      | finska krypskytten Veikko     |
| Viktor Bytjkov       | kapten Ivan Kartuzov (Pšolty) |

## Produktion
Skådespelarna Viktor Bytjkov och Ville Haapasalo, som blev vänner under inspelningen av filmen Osobennosti natsionalnoj ochoty av Alexander Rogozjkin, ses som upphovsmakare till filmen. I en av nyckelscenerna i filmen för skådespelarnas huvudpersoner, jägaren Kuzmitj och finländaren Raivo, en livlig dialog och förstår varandra perfekt, även om den ena pratar ryska, den andra finska, och ingen av dem kan motpartens språk. De planerade att skriva en pjäs om ryska och finska soldater som under kriget 1939 av misstag hamnade i Karelen. Skådespelarna tog aldrig upp pjäsen, men några år senare delade Viktor Bytjkov sin idé med Rogozjkin, som skrev ett manus på tre dagar.
Bytjkov och Rogozjkin började leta efter finansiering till filmen. Regissören höll på att övertalas flera gånger att ta andra skådespelare istället för Bytjkov och Haapasalo i huvudrollerna, eftersom det fanns en oro att de komiska skådespelarna Kuzmitj och Raivo skulle se fåniga ut i en seriös film. Rogozjkin själv trodde inte fullt ut på framgången för ett sådant företag, men med minimal budget tvingades han ta risken.
Haapasalo tog på sig uppgiften att hitta en skådespelerska för den kvinnliga huvudrollen. Planen var att hitta en skådespelerska i fyrtioårsåldern som kunde tala samiska. Anni-Kristina Juuso, en 23-årig infödd same som precis utexaminerats från konstskolan, fick reda på detta av en ren slump. Innan filmen "Kukusjka" medverkade hon inte bara i filmer, utan arbetade även i finsk radio på samiska.
Filmen spelades in på bergknallarna i Kandalaksja i en och en halv månad, så att naturen i bild skulle motsvara de händelser som äger rum i filmen (ett nyckeldatum är den 19 september, dagen då Finland lämnade kriget).